# Jean Cinnamus
Jean Cinnamus (variantes : Jean Cinname, Joannes Kinnamos ; en grec : ἸIωάννης Κίνναμος / Κίναμος / Σίνναμος), né en 1143 ou en 1144, mort après 1185, fut secrétaire particulier de l’empereur byzantin Manuel Ier et de ses successeurs. Il est connu par une Histoire des faits et gestes de Jean et Manuel Comnène qui débute avec l’avènement de Jean II en 1118 et se termine abruptement en 1176, laissant penser que le manuscrit est incomplet.

## Sa vie
On sait assez peu de choses sur Jean Cinnamus. Il écrit au début de son œuvre qu’il est né après la mort de Jean II en avril 1143 et qu’il n’était pas encore adolescent lorsqu’il commença à accompagner l’empereur Manuel Ier (1143-1180) dans sa campagne de 1158-1159 à titre de secrétaire (en grec : grammatikos). Il semble avoir continué à servir cet empereur dont il était manifestement très près tant à Constantinople que dans ses campagnes militaires jusqu’à la fin de son règne, car il mentionne avoir personnellement vu celui-ci combattre les Turcs et les Magyars au siège de Semlin en 1165.
Jean Cinnamus demeura secrétaire impérial après la prise de pouvoir d’Andronic Ier, ce qui est quelque peu surprenant vu le portrait très négatif qu’il trace de celui-ci. Nicétas Choniatès rapporte qu’en 1184 Cinnamus et l’évêque Euthyme de Patros discutaient à n’en plus finir du sens des mots du Christ, « Mon Père est plus grand que moi », à Lopaidum en Bithynie lorsque l’empereur, excédé, menaça de les jeter tous les deux dans le fleuve Rhyndacus à moins qu’ils ne cessent. Après la chute d’Andronic, il servit sous Isaac II l’Ange (1185-1195) à qui il aurait dédié un discours.
Selon Brand, Cinnamus aurait été contraint de quitter la fonction publique sous la régence de Marie d’Antioche à cause de ses vues antilatines ; son Histoire aurait été rédigée dans le but de regagner la confiance impériale en faisant l’eulogie de Manuel. Treadgold réfute cette opinion en faisant observer que si ses vues antilatines avaient causé son renvoi, Cinnamus aurait certainement atténué celles-ci dans son livre ; selon lui, l’œuvre aurait plutôt été composée après la bataille de Myriokephalon pour restaurer la réputation de l’empereur.

## Son œuvre
Outre une ethopoiia sur la façon dont un peintre pourrait décrire le mythe d’Apollon et Daphné, écrite probablement sous l’influence de Nicéphore Basilakès, Cinnamus nous est surtout connu par son « histoire » des règnes de Jean II et de Manuel Ier.

### Un ouvrage au titre imprécis
Comme Nicéphore Bryenne et Anne Comnène, Jean Cinamus décrit non des évènements d'un passé plus ou moins lointain, mais ceux qui lui sont contemporains. Il est l’auteur d’une histoire des règnes de Jean et Manuel Comnène intitulée Faits et gestes de Jean et Manuel Comnène qui couvre les années 1118-1176, continuant ainsi l’Alexiade d’Anne Comnène. Cette Histoire nous est parvenue sous forme d’un seul manuscrit qui commence avec l’avènement de Jean II et se termine en 1176 à la veille de la désastreuse bataille de Myriokephalon qui vit la déroute de l’armée impériale. Le livre se termine toutefois au milieu d’une phrase à la fin d’une page ; il est manifeste que les pages suivantes ont été perdues et on peut tenir pour acquis que le texte se poursuivait au moins jusqu’à la mort de Manuel en 1180. De même, certaines indications font croire que la version actuelle est une version abrégée d’une œuvre passablement plus considérable. Si, comme on peut le croire, l’œuvre de Cinnamus couvrait l’ensemble du règne de l’empereur Manuel, le manuscrit en notre possession comprendrait un peu plus de la moitié de l’œuvre originale. 
Le titre exact n’est pas connu. Le manuscrit porte comme titre Épitome des exploits de l’empereur et seigneur porphyrogénète Jean Comnenos de bienheureuse mémoire et rapport des faits et gestes de son fils l’empereur et seigneur porphyrogénète Manuel Comnenos, composé par le secrétaire impérial Jean Cinnamus. Livre I des Histoires. À la fin du règne de Jean II, le manuscrit porte la mention Livre II de l’Histoire romaine, mais la numérotation s’arrête là. Ce titre d’« épitome », c'est-à-dire « résumé » ou « abrégé », ajoute à la confusion. Certes, dans sa préface, Cinnamus dit qu’il traitera du règne de Jean II « brièvement et à la façon d’un résumé », mais il s’agit là d’une figure de style. Une théorie est qu’un second rédacteur ou réviseur aurait abrégé considérablement la partie de l’œuvre traitant de Jean II (1087-1143), que Cinnamus n’avait pas vraiment connu, pour reprendre de façon plus complète la période dont Cinnamus avait été témoin oculaire.

### Contenu
Le premier livre s’ouvre sur une préface dans laquelle l’historien mentionne qu’il n’y a pas lieu pour lui de traiter du père de Jean II et de Manuel Ier, cette période ayant déjà été couverte de façon adéquate par d’autres (pluriel), se référant sans doute à Anne Comnène et à Nycéphore Bryenne.Quelque bref qu’il soit, son traitement du règne de l’empereur Jean II n’est guère sympathique à cet empereur dont il minimise les victoires sur les Turcs et les Magyars alors qu’il souligne son incapacité à s’emparer de la ville de Néocésarée (Niksar en Turquie).
Le deuxième livre traite du règne de Manuel Ier dont il décrit en détail les campagnes contre les Turcs, les Normands, les Arméniens, les Magyars, les Coumans et les Serbes. Une large place est donnée à la deuxième croisade (1147) et à l’expédition contre l’Italie normande de 1155-1158. Tout au long de ce récit, Manuel y est décrit comme un superhéros, combattant l’ennemi en personne. Il aurait été intéressant de voir comment l’auteur avait traité la défaite historique de Myriokephalon (1176).

### Style et composition
Tout au long de son œuvre, Cinnamus tente de démontrer la supériorité de l’Empire byzantin sur les étrangers en général et les puissances occidentales en particulier. Son récit de la deuxième croisade entreprise, selon lui, uniquement pour conquérir Constantinople, lui donne l’occasion de dénoncer aussi bien les réclamations de la papauté que celles de l’empereur germanique.
Même si, par ses fonctions, Cinnamus avait accès aux archives impériales, il ne semble guère avoir utilisé celles-ci, préférant plutôt se fier à sa mémoire des faits et à son imagination pour les lettres et discours qui abondent dans son texte, fidèle en cela à la tradition héritée de Thucydide. De la même façon, il a tendance à exagérer l'importance des troupes ennemies et à réduire celle des forces impériales pour rendre encore plus éclatantes les victoires byzantines et renforcer d’autant plus l’image de son héros. Ainsi, l’empereur aurait dirigé l’attaque contre les Coumans avec seulement 500 hommes et aurait entrepris l’expédition contre l’Italie normande avec une cavalerie de 600 soldats. Selon lui, Manuel aurait provoqué la débâcle de « milliers », sinon de « myriades » de « barbares », faits qui lui semblaient exagérés lorsqu’il les entendit de la bouche des rhéteurs de la cour, mais qu’il put lui-même constater durant les campagnes militaires.
Selon Neumann et Krumbacher, Cinnamus aurait écrit « dans le style propre à un honnête soldat, rempli d’un enthousiasme naturel et franc pour l’empereur ». Si l’on peut accepter dans ce jugement que son style se rapproche de celui, très militaire, de Xénophon, son absence de considérations sur les tactiques et encore moins sur la stratégie ou la politique étrangère fait de lui moins un soldat qu’un courtisan soucieux de décrire une longue série de campagnes militaires mettant en valeur son héros. Le texte qui nous est parvenu est écrit dans un grec classique clair et sans fioriture, influencé par Procope de Césarée auquel il se réfère à maintes reprises. Toutefois, il ne peut se comparer avec la verve d’Anne Comnène, ni avec le style de Nicétas Choniatès, son cadet,, ce qui explique sans doute pourquoi, en dépit de la valeur de ses informations, il a été largement oublié par l’histoire.